# اودسا (مینه‌سوتا)
اودسا، مینه‌سوتا (به انگلیسی: Odessa, Minnesota) یک شهر در ایالات متحده آمریکا است که در شهرستان بیگ استون، مینه‌سوتا واقع شده‌است.

## خصوصیات
اودسا ۱٫۹۴ کیلومترمربع مساحت و ۱۳۵ نفر جمعیت دارد و ۲۹۳ متر بالاتر از سطح دریا واقع شده‌است.